# Conus virgatus
Espèce
Statut de conservation UICN

 LC  : Préoccupation mineure
Conus virgatus est une espèce de mollusques gastéropodes marins de la famille des Conidae.
Comme toutes les espèces du genre Conus, ces escargots sont prédateurs et venimeux. Ils sont capables de « piquer » les humains et doivent donc être manipulés avec précaution, voire pas du tout.

## Description
La taille de la coquille varie entre 35 mm et 70 mm. La coquille plutôt étroite est blanc rosé, continuellement mais irrégulièrement striée longitudinalement de châtaigne. 

## Distribution
Cette espèce marine est présente dans l'océan Pacifique depuis la Baja California, au Mexique, jusqu'au nord du Pérou.

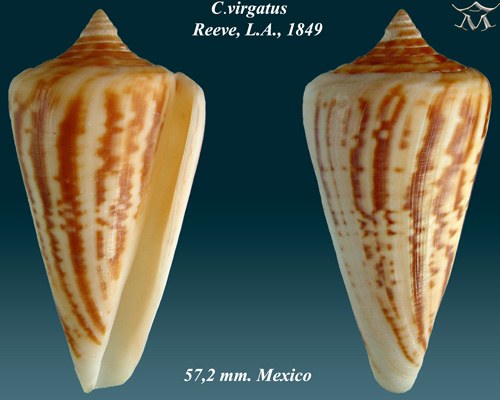
Conus virgatus Reeve, L.A., 1849
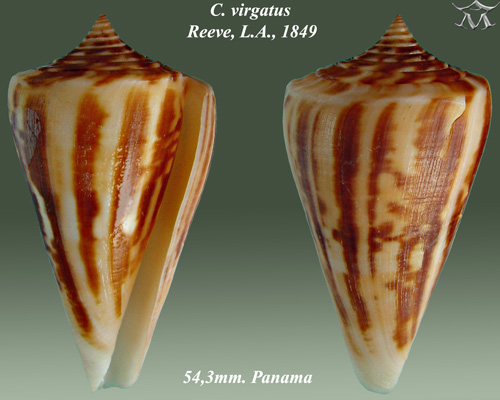
Conus virgatus Reeve, L.A., 1849
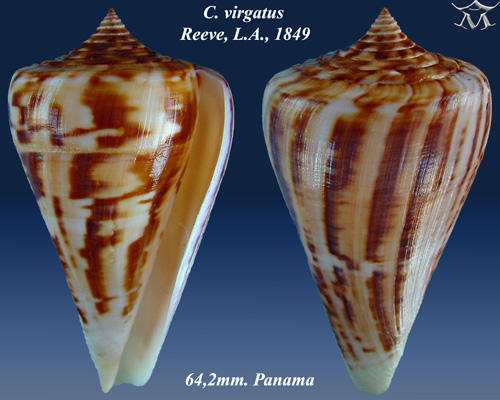
Conus virgatus Reeve, L.A., 1849

### Niveau de risque d’extinction de l’espèce
Selon l'analyse de l'UICN réalisée en 2011 pour la définition du niveau de risque d'extinction, cette espèce se trouve du Mexique au nord du Pérou. Elle est largement distribuée, considérée comme commune, n'est pas surexploitée et ne fait l'objet d'aucune menace connue. De plus, l'aire de répartition de cette espèce chevauche peut-être des aires marines protégées. Elle est classée dans la catégorie préoccupation mineure.

## Taxonomie

### Publication originale
L'espèce Conus virgatus a été décrite pour la première fois en 1849 par l'éditeur et naturaliste britannique Lovell Augustus Reeve dans « Conchologia Iconica »,.

### Synonymes
- Conus (Dauciconus) virgatus Reeve, 1849 · appellation alternative
- Conus (Rhizoconus) cumingii Reeve, 1849 · appellation alternative
- Conus cumingii Reeve, 1849 · non accepté
- Conus signae Bartsch, 1937 · non accepté
- Dauciconus virgatus (Reeve, 1849) · non accepté
- Rhizoconus cumingii (Reeve, 1849) · non accepté